# Caroline De Toni
Caroline Rodrigues De Toni (Chapecó, 1 de setembro de 1986) é uma advogada e política brasileira filiada ao Partido Liberal (PL). Nas eleições 2018 foi eleita deputada federal de Santa Catarina, pelo Partido Social Liberal (PSL), com 109 363 votos — a maior votação entre as mulheres eleitas em Santa Catarina e o menor custo por voto de todos os eleitos a deputado federal no estado.

## Biografia
Carol De Toni, como é mais conhecida, nasceu em Chapecó, SC. Graduou-se em Direito pela Universidade Comunitária da Região de Chapecó (Unochapecó) no ano de 2009 com monografia intitulada "Existência e Execução da Duplicata Virtual" e concluiu mestrado em Direito público pelo Centro Universitário Estácio de Santa Catarina no ano de 2011, com dissertação intitulada "Paradoxo dos Direitos Humanos e Fundamentos para sua Universalização".
Em 2016 concorreu a vereadora de Chapecó pelo Partido Progressista (PP), tendo alcançado a 1º suplência do partido no município com 1589 votos. Neste mesmo período, ela fez parte do Movimento Brasil Livre, com o cargo de coordenadora do MBL na cidade de Chapecó, e foi uma das principais representantes do movimento no estado de Santa Catarina.
Em 2018 migrou do PP para o PSL e tornou-se a vice-presidente de seu novo partido no estado de Santa Catarina, sendo eleita deputada federal representando o estado no mesmo ano.
No início da sua atuação parlamentar, em 2019, foi vice-líder do governo Bolsonaro na Câmara dos Deputados, terceira Vice-Presidente da Comissão de Constituição e Justiça da Câmara (CCJC) e relatora da PEC da Prisão em 2ª Instância.
Em 2022 foi reeleita deputada federal, pelo Partido Liberal (PL).

## Visões políticas
Caroline se define como parte da direita política, especificamente como conservadora liberal, declarando Olavo de Carvalho como sua maior influência. Dentre as pautas políticas da deputada, destacam-se a oposição aos seguintes tópicos: cotas de gêneros em eleições, Movimento dos Sem Terra, aborto, ideologia de gênero, descriminalização das drogas, marxismo cultural e doutrinação em escolas. Caroline defende: o relaxamento da regulamentação sobre venda, posse e porte de armas de fogo, a manutenção e expansão do agronegócio brasileiro, dentre outros princípios conservadores.

## Atuação na Câmara dos Deputados

### Projetos de Lei
Entre os projetos de lei mais conhecidos protocolados pela deputada estão:
- A obrigatoriedade do ensino da norma culta da Língua Portuguesa nas escolas brasileiras, excluindo-se, assim, a chamada linguagem neutra[23] (PL 5385/20);
- O voto direto e facultativo nas eleições da OAB[24] (PL 3612/20);
- O fim da reserva de 30% das candidaturas políticas para mulheres nas eleições proporcionais[25] (PL 4213/20);
- A descriminalização do homeschooling[26] (PL 3262/19) - já aprovado na CCJ, aguardando próximos passos da tramitação;
- O fim da imunidade civil das redes sociais quando estas classificam, rotulam ou censuram publicações de seus usuários[27] (PL 246/2021).
- A flexibilização do controle, comercialização e aquisição de armas de fogo no Brasil, compilando os decretos derrubados do Presidente Bolsonaro sobre o tema em um Projeto de Lei único a ser apreciado pelo Congresso[28] (PL 3401/21).

### Comissão do Voto Impresso
Carol De Toni foi membro-suplente da Comissão que discutiu o Voto Impresso Auditável (PEC 135/2019), e participou de diversas audiências e debates sobre o tema. O PL acabou derrotado na Comissão, mas mais tarde, por decisão do Presidente da Câmara, Arthur Lira, foi levado ao Plenário, onde teve maioria dos votos (229 a favor, 218 contrários e 1 abstenção), mas não o suficiente para ser aprovado, uma vez que PECs precisam de maioria de 3/5 da Casa (308 votos).

### Relatorias
Dentre as relatorias que ficaram a cargo da deputada Carol De Toni destacam-se:
- PEC da Prisão em 2ª Instância (PEC 410/2018), que antecipa os efeitos do trânsito em julgado e define que o cumprimento de pena seja iniciado após decisão em 2ª instância. A PEC 410/2018 foi apensada à PEC 199/2019 e aprovada na CCJ em novembro de 2019;
- MEI Caminhoneiro (PLP 147/2019),[34] que amplia o acesso ao MEI para os caminhoneiros ao elevar o limite de faturamento exigido de R$ 81 mil por ano para R$ 251,6 mil por ano, além de diminuir a sua contribuição previdenciária mensal para 12% do Salário Mínimo. O PLP 147/2019 foi aprovado em Plenário, na Câmara, em 17 de novembro de 2021[35] e sancionado pelo Presidente Jair Bolsonaro no dia 31 de dezembro de 2021,[36] tornando-se a Lei Complementar nº 188[37] de 26  de 31 de dezembro de 2021.

- Tipificação do crime de induzimento e incitação ao suicídio de crianças e adolescentes (8833/2017),[38] aprovado em Plenário, na Câmara, em 29 de outubro de 2019,[39] tornando-se, posteriormente, a Lei 13968[40] de 26 de dezembro de 2019.

## Controvérsias

### CPMI das Fake News
Como membro titular da CPMI das Fake News, Carol De Toni foi ferrenha crítica dos rumos dados aos trabalhos na Comissão, bem como da sua condução pelo presidente e pela relatora, acusando a Comissão de ter se tornado um tribunal de exceção, sem objeto determinado e voltado apenas à perseguição contra o governo e contra a sua base de apoiadores.
Posteriormente, a deputada foi afastada temporariamente da Comissão pela cúpula de seu partido, o PSL, após divergências internas na sigla. Contudo, logo após esse fato, ocorreu a interrupção dos trabalhos da Comissão em virtude da Pandemia de Coronavírus, e nenhuma oitiva chegou a ocorrer até que acabasse o prazo de seu afastamento.

### Discussão com Sônia Guajajara
Em maio de 2023, durante sessão da Comissão de Constituição, Justiça e Cidadania da Câmara dos Deputados, a deputada envolveu-se em uma discussão com a então ministra de Povos Indígenas, Sônia Guajajara. A comissão foi feita a pedido de Caroline, para que a ministra pudesse esclarecer dúvidas sobre políticas de demarcações de terras indígenas, ante o julgamento sobre Marco Temporal que seria conduzido pelo Supremo Tribunal Federal na semana seguinte. Durante a reunião, Caroline fez diversas perguntas à ministra, que alegou já terem sido respondidas previamente e cobrou da deputada mais atenção, culminando em um conflito acalorado na sessão.

### Inquérito de Atos Antidemocráticos
A deputada Carol De Toni foi incluída no chamado "Inquérito dos Atos Antidemocráticos" (Inq. 4828)   devido à seguinte publicação feita por ela na rede social X (antigo Twitter): "O golpe branco instaurado pelos agentes do establishment mostra como agirá: esvaziará os poderes do presidente e bloqueará as decisões políticas eleitas pela população para os rumos do país cada vez que os desagrade, pelo ativismo judicial".
Durante o curso das investigações, que buscava apurar, entre outras questões, o financiamento de manifestações ocorridas em Brasília nos meses de abril e maio de 2020, a deputada Carol De Toni teve seus sigilos bancário e fiscal quebrados  por determinação do Ministro do STF Alexandre de Moraes.
O relatório final do inquérito, trazido a público pouco mais de um ano depois da sua abertura e alguns meses após o seu encerramento, não fazia menção à deputada Carol De Toni em nenhum dos possíveis desdobramentos propostos. O inquérito acabou arquivado pela Procuradoria-Geral da República (PGR) em 4 de junho de 2021.

### Impunidade a políticos acusados de assassinato
Em 10 de abril de 2024, Caroline de Toni foi uma das deputadas federais que votou no plenário da Câmara dos Deputados em favor da soltura do deputado Chiquinho Brazão que é acusado pela Polícia Federal de ser mandante do assassinato da ex-vereadora carioca Marielle Franco e, também, de possuir vínculos com organizações criminosas milicianas do Rio de Janeiro. Esta decisão de ser contrária à prisão de um deputado federal acusado de assassinato e que foi considerado como perigoso para a Justiça Brasileira foi tomada por todos os membros do partido União Brasil.

## Desempenho Eleitoral
| Ano  | Eleição                     | Partido | Candidata a      | Votos   | %     | Resultado | Ref.   |
| ---- | --------------------------- | ------- | ---------------- | ------- | ----- | --------- | ------ |
| 2016 | Municipal de Chapécó        | PP      | Vereadora        | 1.589   | 1,54% | Suplente  | [ 56 ] |
| 2018 | Estaduais em Santa Catarina | PSL     | Deputada Federal | 109.363 | 3,08% | Eleita    | [ 57 ] |
| 2022 | Estaduais em Santa Catarina | PL      | Deputada Federal | 227.632 | 5,72% | Eleita    | [ 58 ] |